# Patrick Beverley
Pour les articles homonymes, voir Beverley.
Patrick Beverley, né le 12 juillet 1988 à Chicago dans l'Illinois, est un joueur américain de basket-ball évoluant au poste de meneur et mesurant 1,85 m.

## Biographie
Il est élevé par sa mère Lisa et son grand-père maternel, Rheese Morris.

### Carrière universitaire
Entre 2006 et 2008, il joue pour les Razorbacks de l'université de l'Arkansas. Dans son année 2007-2008, Beverley accumule en moyenne par match 12,1 points, 6,6 rebonds, 1,3 interception et a un pourcentage au tir à 3-points de 37,8.

### Carrière professionnelle

#### Dnipro (2008-2009)
Il ne s'inscrit pas à la draft 2008 de la NBA. Il rejoint Dnipro, une équipe de seconde division dans le championnat ukrainien pour la saison 2008-2009. Il participe à 46 matchs et a le temps de jeu le plus important de son équipe avec 35,8 minutes match. Il est le meilleur joueur de son équipe en termes de passes décisives (3,6), interceptions (2,2) et pourcentage à trois points (38,0) et second meilleur joueur de son équipe en termes de points (16,7) et rebonds (7,0). Son record de points de la saison est de 31 unités contre Polytekhnika-Halychyna Lviv, match dans lequel il prend également dix rebonds. Son record de rebonds est de seize prises lors d'un match de playoff contre Odessa. Il établit son record de passes décisives avec neuf passes contre Hoverla dans un match où il marque également 21 points et prend 14 rebonds. Il joue le Ukrainian All Star Game et remporte le Slam Dunk Contest.

#### Olympiakós (2009-2010)
Beverley est drafté par les Lakers de Los Angeles au second tour de draft en 2009 mais ses droits sont transférés au Heat de Miami. Le 26 août 2009, il signe en Grèce, dans le club de l'Olympiakós où il rejoint Josh Childress et Linas Kleiza pour la saison 2009-2010. Olympiakós envisage de remporter le championnat grec mais ils perdent en finale contre le Panathinaïkos. Ils perdent également en finale de l'Euroligue contre Barcelone. En Eurolige, Beverley termine avec des moyennes de 2,7 points, 1,9 rebond et 0,6 passe décisive par match. À la fin de la saison du championnat grec, il a des moyennes de 5,1 points, 2,7 rebonds et 1,6 passe décisive par match.
Il participe à la NBA Summer League 2010 avec le Heat de Miami. Le 3 août 2010, il signe avec le Heat. Cependant, le 25 octobre, il est coupé de l'effectif du Heat à la fin du camp d'entraînement.

#### Spartak Saint-Pétersbourg (jan. 2011-déc. 2012)
En janvier 2011, il signe en Russie, au Spartak St-Pétersbourg pour le reste de la saison 2010-2011.
En novembre 2011, il signe un contrat de trois ans et 3,4 millions de dollars dans une extension de contrat avec le Spartak Saint-Pétersbourg. En avril 2012, il est nommé MVP de l'EuroCoupe 2011-2012, dans la deuxième meilleure compétition européenne, après l'Euroligue.
En décembre 2012, il quitte le Spartak.

#### Rockets de Houston (jan. 2013-2017)
Le 7 janvier 2013, il signe un contrat de plusieurs années avec les Rockets de Houston. Il est immédiatement envoyé en D-League chez les Vipers de Rio Grande Valley. Le 14 janvier 2013, il est rappelé dans l'effectif des Rockets et participe dès le lendemain à son premier match officiel en NBA, contre les Clippers de Los Angeles. Dans ce match, il termine avec trois points, une passe décisive et une interception. Alors que la saison avance, Beverley joue de plus en plus et finit par devenir le principal meneur remplaçant des Rockets. Au début des playoffs 2013, il rejoint Jeremy Lin et James Harden dans le cinq majeur des Rockets. Le 24 avril, il marque seize points, prend douze rebonds dont le plus important total de rebonds offensifs du match avec cinq prises, lors de la défaite des siens 102 à 105 contre le Thunder d'Oklahoma City. Dans ce match, il tente d'intercepter la balle à Russell Westbrook mais il arrive trop tard et heurte le genou de Westbrook. Le joueur du Thunder sort du match et doit déclarer forfait pour la suite des playoffs. Après cet événement, la police a enquêté face aux menaces de mort que recevait Beverley. Les Rockets perdent cette série en six matchs.
Beverley fait partie du cinq majeur pour la première fois dans un match de saison régulière dès le début de la saison 2013-2014.
Le 4 juillet 2015, il resigne à Houston pour quatre ans et 24 millions de dollars.

#### Clippers de Los Angeles (2017-2021)
Le 28 juin 2017, il est transféré aux côtés de Lou Williams et Sam Dekker ainsi qu'un choix du premier tour de la Draft 2018 aux Clippers, les Rockets récupérant le meneur all-star Chris Paul.
À défaut d'être un grand scoreur, Beverley développe une agressivité défensive hors-pair et est connu pour ses dérapages violents réguliers sur le parquet

#### Timberwolves du Minnesota (2021-2022)
En août 2021, Patrick Beverley est échangé aux Grizzlies de Memphis avec Rajon Rondo et Daniel Oturu contre Eric Bledsoe. Il est à nouveau transféré, une journée plus tard, chez les Timberwolves du Minnesota contre Jarrett Culver et Juan Hernangómez.

#### Lakers de Los Angeles (2022-2023)
Début juillet 2022, il est transféré vers le Jazz de l'Utah avec Malik Beasley, Walker Kessler, Jarred Vanderbilt, Leandro Bolmaro et quatre premiers tours de draft contre Rudy Gobert.
Il est à nouveau échangé quelques semaines plus tard, aux Lakers de Los Angeles contre Talen Horton-Tucker et Stanley Johnson.
Le jour de la fermeture du marché des transferts, Pat Beverley est transféré vers le Magic d'Orlando contre Mohamed Bamba. Le Magic ne le conserve pas dans son effectif.

#### Bulls de Chicago (fév. 2023-juin 2023)
Libéré de son contrat, il signe avec les Bulls de Chicago pour défendre les couleurs de sa ville natale.

#### 76ers de Philadelphie (2023-2024)
À l'été 2023, il signe avec les 76ers de Philadelphie pour un an.

#### Bucks de Milwaukee (2024)
En février 2024, il est transféré aux Bucks de Milwaukee contre Cameron Payne.

#### Hapoël Tel-Aviv (depuis 2024)
Le 16 juillet 2024, il annonce qu'il quitte la NBA pour l'Hapoël Tel-Aviv, club israélien évoluant en EuroCoupe.

## Autres activités
Dans la mouvance des podcasts lancés par des anciens joueurs NBA, le média Barstool Sports lance son émission "The Pat Bev Podcast with Rone" en octobre 2022. Le podcast, co-animé par Beverley et l'ancien champion de battle rap Adam Ferrone, couvre l'actualité de la NBA et de ses protagonistes.

## Palmarès

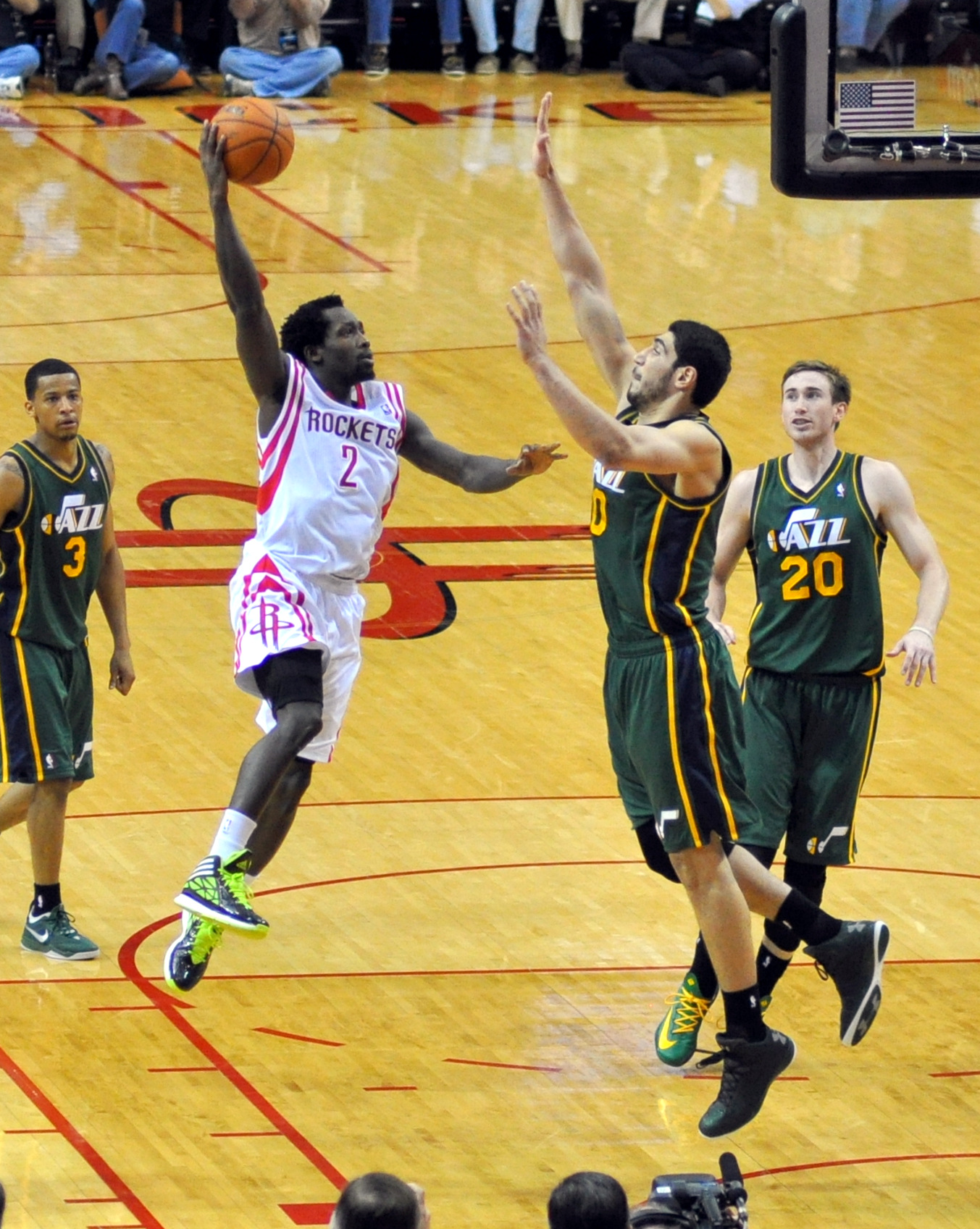
Patrick Beverley en mars 2014.

### NBA
- NBA All-Defensive First Team (2017)
- 2 fois NBA All-Defensive Second Team (2014 et 2020)

### Europe
- Eurocup MVP (2012)
- All-Eurocup First Team (2012)
- Participation au All-Star Game ukrainien (2009)
- Vainqueur du Slam Dunk Contest lors de l'Ukrainian All Star Game (2009)

## Statistiques
gras = ses meilleures performances

### Universitaires
Le tableau suivant présente les statistiques individuelles de Patrick Beverley pendant sa carrière universitaire
| Saison    | Équipe   | Matchs | Titul. | Min./m | % Tir | % 3pts | % LF | Rbds/m. | Pass/m. | Int/m. | Ctr/m. | Pts/m. |
| --------- | -------- | ------ | ------ | ------ | ----- | ------ | ---- | ------- | ------- | ------ | ------ | ------ |
| 2006-2007 | Arkansas | 35     | 34     | 34,4   | 42,7  | 38,6   | 81,2 | 4,46    | 3,14    | 1,74   | 0,40   | 13,86  |
| 2007-2008 | Arkansas | 35     | 33     | 33,8   | 41,2  | 37,8   | 64,4 | 6,60    | 2,40    | 1,26   | 0,46   | 12,06  |
| Carrière  | Carrière | 70     | 67     | 34,1   | 42,0  | 38,2   | 73,0 | 5,53    | 2,77    | 1,50   | 0,43   | 12,96  |

### Professionnelles

#### Saison régulière NBA
Le tableau suivant présente les statistiques individuelles de Patrick Beverley pendant sa carrière en NBA.
| Saison    | Équipe        | Matchs | Titul. | Min./m | % Tir | % 3pts | % LF | Rbds/m. | Pass/m. | Int/m. | Ctr/m. | Pts/m. |
| --------- | ------------- | ------ | ------ | ------ | ----- | ------ | ---- | ------- | ------- | ------ | ------ | ------ |
| 2012-2013 | Houston       | 41     | 0      | 17,4   | 41,8  | 37,5   | 82,9 | 2,66    | 2,85    | 0,90   | 0,51   | 5,56   |
| 2013-2014 | Houston       | 56     | 55     | 31,3   | 41,4  | 36,1   | 81,4 | 3,50    | 2,70    | 1,38   | 0,41   | 10,23  |
| 2014-2015 | Houston       | 56     | 55     | 30,8   | 38,3  | 35,6   | 75,0 | 4,23    | 3,43    | 1,05   | 0,41   | 10,14  |
| 2015-2016 | Houston       | 71     | 63     | 28,7   | 43,4  | 40,0   | 68,2 | 3,52    | 3,37    | 1,32   | 0,37   | 9,86   |
| 2016-2017 | Houston       | 67     | 67     | 30,7   | 42,0  | 38,2   | 76,8 | 5,87    | 4,19    | 1,48   | 0,37   | 9,54   |
| 2017-2018 | L.A. Clippers | 11     | 11     | 30,3   | 40,3  | 40,0   | 82,4 | 4,09    | 2,91    | 1,73   | 0,45   | 12,18  |
| 2018-2019 | L.A. Clippers | 78     | 49     | 27,4   | 40,7  | 39,7   | 78,0 | 4,97    | 3,85    | 0,86   | 0,55   | 7,64   |
| 2019-2020 | L.A. Clippers | 51     | 50     | 26,3   | 43,1  | 38,8   | 66,0 | 5,22    | 3,59    | 1,06   | 0,49   | 7,94   |
| 2020-2021 | L.A. Clippers | 37     | 34     | 22,5   | 42,3  | 39,7   | 80,0 | 3,22    | 2,05    | 0,78   | 0,80   | 7,51   |
| 2021-2022 | Minnesota     | 58     | 54     | 25,4   | 40,6  | 34,3   | 72,2 | 4,14    | 4,62    | 1,16   | 0,90   | 9,19   |
| 2022-2023 | L.A. Lakers   | 45     | 45     | 26,9   | 40,2  | 34,8   | 78,0 | 3,11    | 2,62    | 0,89   | 0,56   | 6,40   |
| 2022-2023 | Chicago       | 22     | 22     | 27,5   | 39,5  | 30,9   | 53,3 | 4,86    | 3,45    | 1,05   | 0,73   | 5,77   |
| Carrière  | Carrière      | 593    | 505    | 27,4   | 41,3  | 37,3   | 75,4 | 4,20    | 3,43    | 1,12   | 0,53   | 8,55   |

Note : *Cette saison a été réduite de 82 à 66 matchs en raison du lock-out.

Dernière modification effectuée le 23 mai 2023

#### Playoffs NBA
Le tableau suivant présente les statistiques individuelles de Patrick Beverley pendant les Playoffs NBA
| Saison   | Équipe        | Matchs | Titul. | Min./m | % Tir | % 3pts | % LF  | Rbds/m. | Pass/m. | Int/m. | Ctr/m. | Pts/m. |
| -------- | ------------- | ------ | ------ | ------ | ----- | ------ | ----- | ------- | ------- | ------ | ------ | ------ |
| 2013     | Houston       | 6      | 5      | 33,3   | 43,1  | 33,3   | 100,0 | 5,50    | 2,83    | 1,17   | 0,67   | 11,83  |
| 2014     | Houston       | 6      | 6      | 33,7   | 38,0  | 31,8   | 70,0  | 4,17    | 1,83    | 0,50   | 0,33   | 8,67   |
| 2016     | Houston       | 5      | 5      | 25,7   | 27,0  | 21,4   | 100,0 | 4,40    | 2,20    | 0,40   | 0,40   | 5,80   |
| 2017     | Houston       | 11     | 11     | 29,5   | 41,3  | 40,4   | 78,6  | 5,55    | 3,00    | 1,45   | 0,18   | 11,09  |
| 2019     | L.A. Clippers | 6      | 6      | 32,4   | 42,6  | 43,3   | 75,0  | 8,00    | 4,67    | 1,00   | 1,00   | 9,83   |
| 2020     | L.A. Clippers | 8      | 8      | 20,8   | 51,3  | 36,4   | 50,0  | 4,12    | 2,38    | 1,00   | 0,38   | 6,25   |
| 2021     | L.A. Clippers | 17     | 7      | 19,0   | 42,6  | 35,1   | 85,7  | 2,41    | 1,41    | 0,71   | 0,71   | 4,88   |
| 2022     | Minnesota     | 6      | 6      | 32,3   | 42,9  | 34,6   | 68,2  | 3,20    | 4,80    | 1,20   | 1,20   | 11,00  |
| Carrière | Carrière      | 65     | 54     | 26,7   | 41,4  | 36,1   | 77,6  | 4,30    | 2,60    | 0,90   | 0,60   | 8,20   |

## Records sur une rencontre en NBA
Les records personnels de Patrick Beverley en NBA sont les suivants, :
| Type de statistique        | Saison régulière | Saison régulière     | Saison régulière | Playoffs | Playoffs                    | Playoffs      |
| Type de statistique        | Record           | Adversaire           | Date             | Record   | Adversaire                  | Date          |
| -------------------------- | ---------------- | -------------------- | ---------------- | -------- | --------------------------- | ------------- |
| Points                     | 26               | 2 fois               | 2 fois           | 21       | Thunder d'Oklahoma City     | 16 avril 2017 |
| Paniers marqués            | 11               | @ Suns de Phoenix    | 2 avril 2017     | 8        | Thunder d'Oklahoma City     | 16 avril 2017 |
| Paniers tentés             | 19               | @ Suns de Phoenix    | 2 avril 2017     | 15       | @ Trail Blazers de Portland | 25 avril 2014 |
| Paniers à 3 points réussis | 6                | 2 fois               | 2 fois           | 5        | 2 fois                      | 2 fois        |
| Paniers à 3 points tentés  | 12               | Hornets de Charlotte | 31 décembre 2014 | 11       | @ Warriors de Golden State  | 24 avril 2019 |
| Lancers francs réussis     | 8                | Hawks d'Atlanta      | 28 janvier 2019  | 6        | @ Warriors de Golden State  | 18 avril 2016 |
| Lancers francs tentés      | 8                | 6 fois               | 6 fois           | 7        | Grizzlies de Memphis        | 23 avril 2022 |
| Rebonds offensifs          | 6                | 2 fois               | 2 fois           | 5        | 2 fois                      | 2 fois        |
| Rebonds défensifs          | 12               | 2 fois               | 2 fois           | 11       | 2 fois                      | 2 fois        |
| Rebonds totaux             | 16               | Celtics de Boston    | 20 novembre 2019 | 14       | 2 fois                      | 2 fois        |
| Passes décisives           | 12               | 3 fois               | 3 fois           | 12       | Pacers d'Indiana            | 30 avril 2024 |
| Interceptions              | 6                | 2 fois               | 2 fois           | 5        | @ Thunder d'Oklahoma City   | 23 avril 2017 |
| Contres                    | 3                | 10 fois              | 10 fois          | 4        | Jazz de l'Utah              | 14 juin 2021  |
| Balles perdues             | 7                | Jazz de l'Utah       | 24 octobre 2017  | 5        | @ Grizzlies de Memphis      | 26 avril 2022 |
| Minutes jouées             | 46               | @ Nuggets de Denver  | 17 décembre 2014 | 42       | @ Spurs de San Antonio      | 9 mai 2017    |

- Double-double : 31 (dont 6 en playoffs)
- Triple-double : 0

Dernière mise à jour : 30 avril 2024

## Salaires
| Année       | Équipe      | Salaire      |
| ----------- | ----------- | ------------ |
| 2012-2013   | Rockets     | 281 377 $    |
| 2013-2014   | Rockets     | 788 872 $    |
| 2014-2015   | Rockets     | 915 243 $    |
| 2015-2016   | Rockets     | 6 500 000 $  |
| 2016-2017   | Rockets     | 6 000 000 $  |
| 2017-2018   | Clippers    | 5 513 514 $  |
| 2018-2019   | Clippers    | 5 027 028 $  |
| 2019-2020   | Clippers    | 12 345 679 $ |
| 2020-2021   | Clippers    | 13 333 333 $ |
| 2021-2022   | Minnesota   | 14 320 988 $ |
| Total Gains | Total Gains | 65 026 034 $ |

Note : * En 2011, le salaire moyen d'un joueur évoluant en NBA est de 5 150 000 $.